# Wiesław Dudek
Wiesław Dudek (ur. 1977 w Daniszynie k. Ostrowa Wlkp.) – polski tancerz baletowy, solista Teatru Wielkiego w Łodzi, Stuttgart Ballet, Staatsballet w Berlinie, choreograf, pedagog, menedżer kultury.

## Życiorys
W 1996 ukończył Państwową Szkołę Baletową im. Feliksa Parnella w Łodzi. W 2022 ukończył studia  w Akademii Humanistyczno-Ekonomicznej w Łodzi zakresie kulturoznawstwa (o specjalności kreatywny producent i menedżer kultury). Otrzymał tytuł Ambasadora Akademii Humanistyczno-Ekonomicznej.
W 1996 rozpoczął pracę w Teatrze Wielkim w Warszawie (1996-1997 – koryfej), następnie występował w Teatrze Wielkim w Łodzi (1997-2000 jako tancerz-solista). W latach 2000–2003 pracował w Stuttgart Ballet, a od 2003 do 2013 jako pierwszy solista w Staatsballet w Berlinie.
Tańczył w baletach wybitnych choreografów, m.in.: Bejarta, Neumeiera, Scholza, MacMillana. W 2013 wystąpił gościnnie z baletem moskiewskiego Teatru Bolszoj w tytułowej roli w balecie „Oniegin” razem z Jewgieniją Obrazcową jako Tatianą, w choreografii Johna Cranko. W latach 2014–2015 współpracował z Węgierską Akademią Tańca i operą w Budapeszcie. Współpracuje jako pedagog w Stuttgart Ballet, John Cranko School, Het National Ballet w Amsterdamie i Royal Ballet w Londynie.
Od 2015 z żoną – tancerką Shoko Nakamurą mieszka i pracuje w Tokio w „K-ballet Company”. 
W 2017 był pomysłodawcą i reżyserem polsko-japońskiego projektu „Młody Duch Tańca” (V edycja w 2022), połączenia środowisk baletowych z Polski i Japonii. Celem było stworzenie uczniom szkół baletowych warunków do zademonstrowania nabytych w trakcie edukacji umiejętności, skonfrontowanie ich z dużą sceną i publicznością.
Jest fundatorem i prezesem „Fundacji Duch Tańca Wiesława Dudka”.
Jest bohaterem książki Jana Stanisława Witkiewicza „Shoko Nakamura i Wiesław Dudek”, wydanej w 2015 roku w Polsce i w Berlinie (w jęz. niemieckim).

## Nagrody i odznaczenia
- Srebrny Medal „Zasłużony Kulturze Gloria Artis” (2015)
- Nagroda specjalna za osiągnięcia artystyczne Marszałka Województwa Łódzkiego (2015)
- Nagroda Starosty Ostrowskiego "Wojciech 2018" (2018)[10]
- Nagroda Ministra Kultury i Dziedzictwa Narodowego 2019 w dziedzinie taniec[11].
- Nagroda im. Janiny Jarzynówny-Sobczak, przyznawanej wybitnym pedagogom, dziennikarzom, teoretykom i promotorom sztuki tańca (2019).
- Polski Ambasador Kultury 2021 - w kategorii kultura; plebiscyt KGHM (2021)[12][13]